# HD 187123 b
HD 187123 b (بالإنجليزية: HD 187123 b)‏ الذي يرمز له بالرمز HD 187123b، هو كوكب خارج المجموعة الشمسية، في كوكبة الدجاجة (كوكبة)، يتبع HD 187123 ‏.

## الاكتشاف
اكتشف في 9 سبتمبر 1998، وكانت طريقة الاكتشاف Doppler spectroscopy.